# لئون ویا
لئون ویا (اسپانیایی: León Villa‎؛ زادهٔ ۱۲ ژانویهٔ ۱۹۶۰) بازیکن فوتبال اهل کلمبیا بود.
از باشگاه‌هایی که در آن بازی کرده‌است می‌توان به باشگاه فوتبال اتلتیکو ناسیونال اشاره کرد.
وی همچنین در تیم ملی فوتبال کلمبیا بازی کرده‌است.